# Seznam vlajkonošů na Zimních olympijských hrách 2010
Toto je seznam vlajkonošů všech výprav na zimních olympijských hrách 2010. Výpravy jsou uvedené v pořadí, v jakém nastupovaly během zahajovacího ceremoniálu 12. února 2010. 

## Pořadí výprav
Podle tradice nastupuje jako první řecká výprava, což symbolizuje Řecko jako kolébku olympijských her. Poslední nastupuje výprava pořadatelské země, v tomto případě Kanady. Mezi nimi nastupují ostatní výpravy v abecedním pořadí podle jazyka pořádající země. Výpravy byly ohlašovány nejprve francouzsky a poté anglicky. Pořadí zemí se řídilo angličtinou coby dominantním jazykem Britské Kolumbie.

## Vlajkonoši
Mezi 82 vlajkonoši bylo 81 sportovců, pouze vlajku Ázerbájdžánu nesl sportovní funkcionář. Mezi sportovci byli nejvíce zastoupeni alpští lyžaři - vlajky svých zemí nesli ve 26 případech.
| Pořadí | Vlajka              | Účastnická země        | Vlajkonoš                        | Sport                          | Fotografie nástupu |
| ------ | ------------------- | ---------------------- | -------------------------------- | ------------------------------ | ------------------ |
| 1      | Řecko               | Řecko                  | Atanasios Tsakiris               | Biatlon                        |                    |
| 2      | Albánie             | Albánie                | Erjon Tola                       | Sjezdové lyžování              |                    |
| 3      | Alžírsko            | Alžírsko               | Mehdi-Selim Khelifi              | Běh na lyžích                  |                    |
| 4      | Andorra             | Andorra                | Lluis Marin Tarroch              | Snowboarding                   |                    |
| 5      | Argentina           | Argentina              | Cristian Javier Simari Birkner   | Sjezdové lyžování              |                    |
| 6      | Arménie             | Arménie                | Arsen Nersisyan                  | Sjezdové lyžování              |                    |
| 7      | Austrálie           | Austrálie              | Torah Bright                     | Snowboarding                   |                    |
| 8      | Rakousko            | Rakousko               | Andreas Linger a Wolfgang Linger | Saně                           |                    |
| 9      | Ázerbájdžán         | Ázerbájdžán            | Fuad Gulijev                     | Sportovní funkcionář           |                    |
| 10     | Bělorusko           | Bělorusko              | Oleg Antoněnko                   | Lední hokej                    |                    |
| 11     | Belgie              | Belgie                 | Kevin van der Perren             | Krasobruslení                  |                    |
| 12     | Bermudy             | Bermudy                | Tucker Murphy                    | Běh na lyžích                  |                    |
| 13     | Bosna a Hercegovina | Bosna a Hercegovina    | Žana Novaković                   | Sjezdové lyžování              |                    |
| 14     | Brazílie            | Brazílie               | Isabel Clark Ribeiro             | Snowboarding                   |                    |
| 15     | Bulharsko           | Bulharsko              | Aleksandra Žekova                | Snowboarding                   |                    |
| 16     | Kajmanské ostrovy   | Kajmanské ostrovy      | Dow Travers                      | Sjezdové lyžování              |                    |
| 17     | Chile               | Chile                  | Jorge Mandrú                     | Sjezdové lyžování              |                    |
| 18     | Čína                | Čína                   | Chan Siao-pcheng                 | Akrobatické lyžování           |                    |
| 19     | Kolumbie            | Kolumbie               | Cynthia Denzler                  | Sjezdové lyžování              |                    |
| 20     | Chorvatsko          | Chorvatsko             | Jakov Fak                        | Biatlon                        |                    |
| 21     | Kypr                | Kypr                   | Christopher Papamichalopoulos    | Sjezdové lyžování              |                    |
| 22     | Česko               | Česko                  | Jaromír Jágr                     | Lední hokej                    |                    |
| 23     | Severní Korea       | Severní Korea          | Ri Song-Chol                     | Krasobruslení                  |                    |
| 24     | Dánsko              | Dánsko                 | Sophie Fjellvang-Sølling         | Akrobatické lyžování           |                    |
| 25     | Estonsko            | Estonsko               | Roland Lessing                   | Biatlon                        |                    |
| 26     | Etiopie             | Etiopie                | Robel Teklemariam                | Běh na lyžích                  |                    |
| 27     | Finsko              | Finsko                 | Ville Peltonen                   | Lední hokej                    |                    |
| 28     | Severní Makedonie   | Makedonie              | Antonio Ristevski                | Sjezdové lyžování              |                    |
| 29     | Francie             | Francie                | Vincent Defrasne                 | Biatlon                        |                    |
| 30     | Gruzie              | Gruzie                 | Jason Abramašvili                | Sjezdové lyžování              |                    |
| 31     | Německo             | Německo                | André Lange                      | Boby                           |                    |
| 32     | Ghana               | Ghana                  | Kwame Nkrumah-Acheampong         | Sjezdové lyžování              |                    |
| 33     | Spojené království  | Velká Británie         | Shelley Rudman                   | Skeleton                       |                    |
| 34     | Hongkong            | Hongkong               | Han Yue Shueng                   | Rychlobruslení na krátké dráze |                    |
| 35     | Maďarsko            | Maďarsko               | Júlia Sebestyén                  | Krasobruslení                  |                    |
| 36     | Island              | Island                 | Björgvin Björgvinsson            | Sjezdové lyžování              |                    |
| 37     | Indie               | Indie                  | Shiva Keshavan                   | Saně                           |                    |
| 38     |                     | Írán                   | Marjan Kalhor                    | Sjezdové lyžování              |                    |
| 39     | Irsko               | Irsko                  | Aoife Hoey                       | Boby                           |                    |
| 40     | Izrael              | Izrael                 | Alexandra Zaretsky               | Krasobruslení                  |                    |
| 41     | Itálie              | Itálie                 | Giorgio Di Centa                 | Běh na lyžích                  |                    |
| 42     | Jamajka             | Jamajka                | Errol Kerr                       | Akrobatické lyžování           |                    |
| 43     | Japonsko            | Japonsko               | Tomomi Okazaki                   | Rychlobruslení                 |                    |
| 44     | Kazachstán          | Kazachstán             | Dias Kenešev                     | Biatlon                        |                    |
| 45     | Jižní Korea         | Jižní Korea            | Kang Kwang-Bae                   | Boby                           |                    |
| 46     | Kyrgyzstán          | Kyrgyzstán             | Dmitrij Trelevskij               | Sjezdové lyžování              |                    |
| 47     | Lotyšsko            | Lotyšsko               | Martins Dukurs                   | Skeleton                       |                    |
| 48     | Libanon             | Libanon                | Chirine Njeim                    | Sjezdové lyžování              |                    |
| 49     | Lichtenštejnsko     | Lichtenštejnsko        | Richard Wunder                   | Boby                           |                    |
| 50     | Litva               | Litva                  | Irina Terentjeva                 | Běh na lyžích                  |                    |
| 51     | Mexiko              | Mexiko                 | Hubertus von Hohenlohe           | Sjezdové lyžování              |                    |
| 52     | Moldavsko           | Moldavsko              | Victor Pinzaru                   | Biatlon                        |                    |
| 53     | Monako              | Monako                 | Alexandra Coletti                | Sjezdové lyžování              |                    |
| 54     | Mongolsko           | Mongolsko              | Erdene-Ochir Ochirsuren          | Běh na lyžích                  |                    |
| 55     | Černá Hora          | Černá Hora             | Bojan Kosić                      | Sjezdové lyžování              |                    |
| 56     | Maroko              | Maroko                 | Samir Azzimani                   | Sjezdové lyžování              |                    |
| 57     | Nepál               | Nepál                  | Dachhiri Sherpa                  | Běh na lyžích                  |                    |
| 58     | Nizozemsko          | Nizozemsko             | Timothy Beck                     | Boby                           |                    |
| 59     | Nový Zéland         | Nový Zéland            | Juliane Bray                     | Snowboarding                   |                    |
| 60     | Norsko              | Norsko                 | Tommy Jakobsen                   | Lední hokej                    |                    |
| 61     | Pákistán            | Pákistán               | Muhammad Abbas                   | Sjezdové lyžování              |                    |
| 62     | Peru                | Peru                   | Roberto Carcelén                 | Běh na lyžích                  |                    |
| 63     | Polsko              | Polsko                 | Konrad Niedźwiedzki              | Rychlobruslení                 |                    |
| 64     | Portugalsko         | Portugalsko            | Danny Silva                      | Běh na lyžích                  |                    |
| 65     | Rumunsko            | Rumunsko               | Éva Tófalvi                      | Biatlon                        |                    |
| 66     | Rusko               | Rusko                  | Alexej Morozov                   | Lední hokej                    |                    |
| 67     | San Marino          | San Marino             | Marino Cardelli                  | Sjezdové lyžování              |                    |
| 68     | Senegal             | Senegal                | Leyti Seck                       | Sjezdové lyžování              |                    |
| 69     | Srbsko              | Srbsko                 | Jelena Lolović                   | Sjezdové lyžování              |                    |
| 70     | Slovensko           | Slovensko              | Žigmund Pálffy                   | Lední hokej                    |                    |
| 71     | Slovinsko           | Slovinsko              | Tina Maze                        | Sjezdové lyžování              |                    |
| 72     | Jižní Afrika        | Jihoafrická republika  | Oliver Kraas                     | Běh na lyžích                  |                    |
| 73     | Španělsko           | Španělsko              | Queralt Castellet                | Snowboarding                   |                    |
| 74     | Švédsko             | Švédsko                | Peter Forsberg                   | Lední hokej                    |                    |
| 75     | Švýcarsko           | Švýcarsko              | Stéphane Lambiel                 | Krasobruslení                  |                    |
| 76     | Čínská Tchaj-pej    | Tchaj-wan              | Ma Chih-hung                     | Saně                           |                    |
| 77     | Tádžikistán         | Tádžikistán            | Alisher Kudratov                 | Sjezdové lyžování              |                    |
| 78     | Turecko             | Turecko                | Kelime Aydın                     | Běh na lyžích                  |                    |
| 79     | Ukrajina            | Ukrajina               | Lilia Ludan                      | Saně                           |                    |
| 80     | USA                 | Spojené státy americké | Mark Grimmette                   | Saně                           |                    |
| 81     | Uzbekistán          | Uzbekistán             | Oleg Šamajev                     | Sjezdové lyžování              |                    |
| 82     | Kanada              | Kanada                 | Clara Hughes                     | Rychlobruslení                 |                    |